# Pinos Puente
Pinos Puente è un comune spagnolo di 10 793 abitanti situato nella comunità autonoma dell'Andalusia, nella provincia di Granada. Copre un'area di 99 km².
Pinos Puente si adagia sulla montagna Sierra Elvira, di fronte alla città di Granada. Nel territorio del comune scorrono i fiumi Genil, Cubillas e Frailes. L'economia è principalmente basata sull'agricoltura. Retaggio storico del passato arabo, il Puente de La Virgen, dove la leggenda dice che Cristoforo Colombo passò prima di imbarcarsi verso il suo viaggio per le Americhe, dà il nome al paese. Gli abitanti di Pinos Puente vengono detti Pineros.